# AMX192

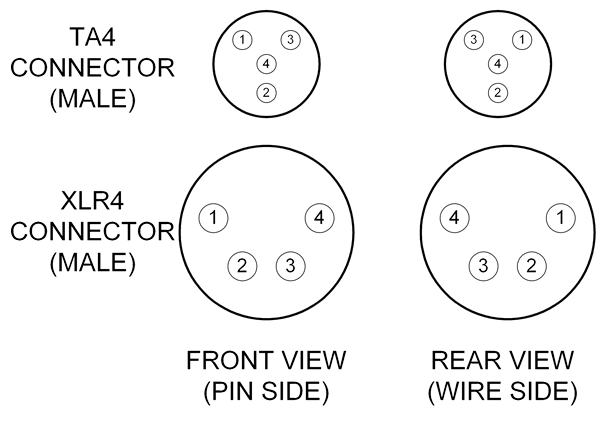
Разъемы AMX192

AMX192 (зачастую называемая просто AMX) - аналоговый протокол передачи данных, используемый для управления сценическим световым оборудованием. Был разработан компанией Strand Century в конце 1970х годов. Изначально, АMX192 был способен контролировать только 192 дискретных канала освещения. Позднее же, некоторые консоли стали способны поддерживать сразу несколько потоков AMX192. В настоящее время, AMX192 был признан устаревшим и заменен на протокол DMX, поэтому используется AMX, преимущественно, со старыми моделями комплектующих.

## История
Название AMX192 является комбинацией аббревиатуры Analog MultipleXing (аналоговое мультиплексирование) и максимального количества управляемых каналов (192). AMX был разработан для решения проблем управления диммерами. Долгое время, для послания сигнала с пульта управления на диммер требовалось выделять отдельный провод для каждого диммера, и регулировать уровень освещения, испускаемый диммером путем подачи определенного напряжения на провод. В конце 1970х годов, в США был разработан аналоговый мультиплексный стандарт AMX192, позволивший контролировать множество диммеров при помощи одной консоли.
Примерно в это же время, в Великобритании был разработан протокол D54, главным отличием которого было использование встроенного генератора коротких импульсов. AMX192 использовал отдельный генератор дифференциального тактового сигнала вместе с задающей схемой, аналогичной таковому в RS-485, однако на каждую ветку был помещен резистор на 100 Ом для ограничения силы тока.
AMX использовался преимущественно на территории США и Канады, когда как в Великобритании и Европе применялся D54. В 1986 году АМХ был признан устаревшим и заменен на более совершенный DMX.